# Cnaeus Pedanius Fuscus (consul en 118)
Pour son fils, voir Cnaeus Pedanius Fuscus.
Cnaeus Pedanius Fuscus Salinator est un sénateur romain du début du IIe siècle, consul éponyme en 118 avec Hadrien, dont il est le neveu. Il est le gendre de Lucius Iulius Ursus Servianus.

## Biographie

### Famille
Il est le fils de Cnaeus Pedanius Fuscus Salinator, consul suffect en 84 sous Domitien et proconsul d'Asie vers 97/99.
Son épouse est Iulia Serviana Paulina, la fille de Lucius Iulius Ursus Servianus, consul sous Domitien, Trajan et Hadrien, et de Aelia Domitia Paulina, la sœur d'Hadrien. Le mariage de ses beaux-parents a lieu avant l'avènement de Trajan, vers 90,.
Lors de son mariage vers 106/107, Pline le Jeune envoie à son ami Servianus et à sa femme Paulina une lettre de félicitations pour ce mariage, Fuscus Salinator étant un de ses protégés,.
Il a un fils, Gnaeus Pedanius Fuscus. Lors de sa succession, l'empereur aurait pensé d'abord à Servianus comme successeur potentiel,, mais il le trouve trop âgé : il a dépassé les quatre-vingt-dix ans. On parle alors du petit-fils de Servianus, le petit-neveu d'Hadrien, Gnaeus Pedanius Fuscus, un tout jeune homme comme possible héritier. Mais en 136, Hadrien adopte Lucius Ceionus Commodus, qui prend le nom de Lucius Aelius Caesar. Il contraint alors Servianus et Fuscus au suicide pour ne pas qu'ils mettent en danger la succession,,,, sous prétexte qu'ils auraient désapprouvé cette élection et qu'ils aspireraient à l'Empire. Servianus aurait déclaré avant de mourir : « Je n'ai commis aucun crime, ô dieux ! [...] pour ce qui est d'Hadrien, je vous adresse cette seule prière, qu'il désire la mort sans pouvoir l'obtenir ». Son souhait est exaucé puisqu'Hadrien décède en 138 d'une longue maladie.

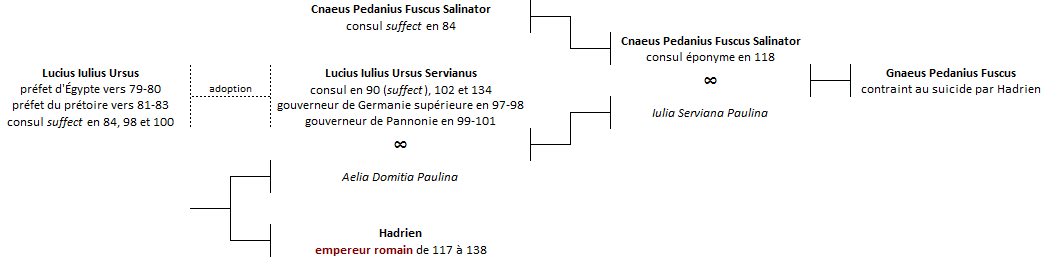
Famille des Iulii Ursi et des Pedanii Fusci sous les Flaviens et les Antonins. Arbre non exhaustif.

### Carrière
En l’an 118, la première année du règne d'Hadrien, il est consul éponyme aux côtés de son oncle, l'empereur lui-même.
Il est très probablement déjà mort à la fin du règne d'Hadrien.